# Ossun-ez-Angles
Ossun-ez-Angles is een gemeente in het Franse departement Hautes-Pyrénées (regio Occitanie) en telt 39 inwoners (2009). De plaats maakt deel uit van het arrondissement Argelès-Gazost.

## Geografie
De oppervlakte van Ossun-ez-Angles bedraagt 2,1 km², de bevolkingsdichtheid is dus 18,6 inwoners per km².

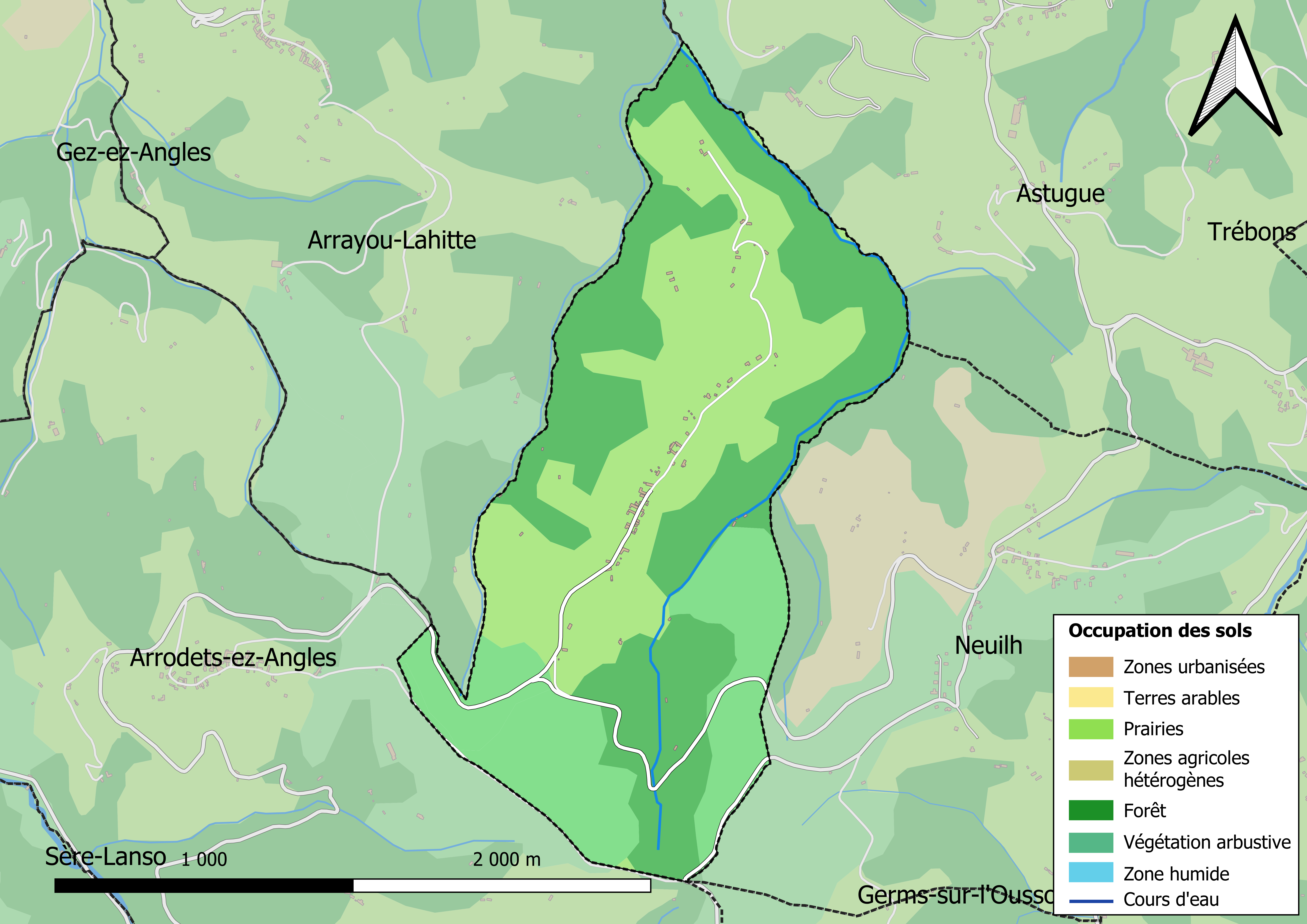
Kaart van de gemeente met belangrijkste infrastructuur, bodemgebruik en omliggende gemeenten

## Demografie
Onderstaande figuur toont het verloop van het inwonertal (bron: INSEE-tellingen).